# Südsudanesische Botschaft in Berlin

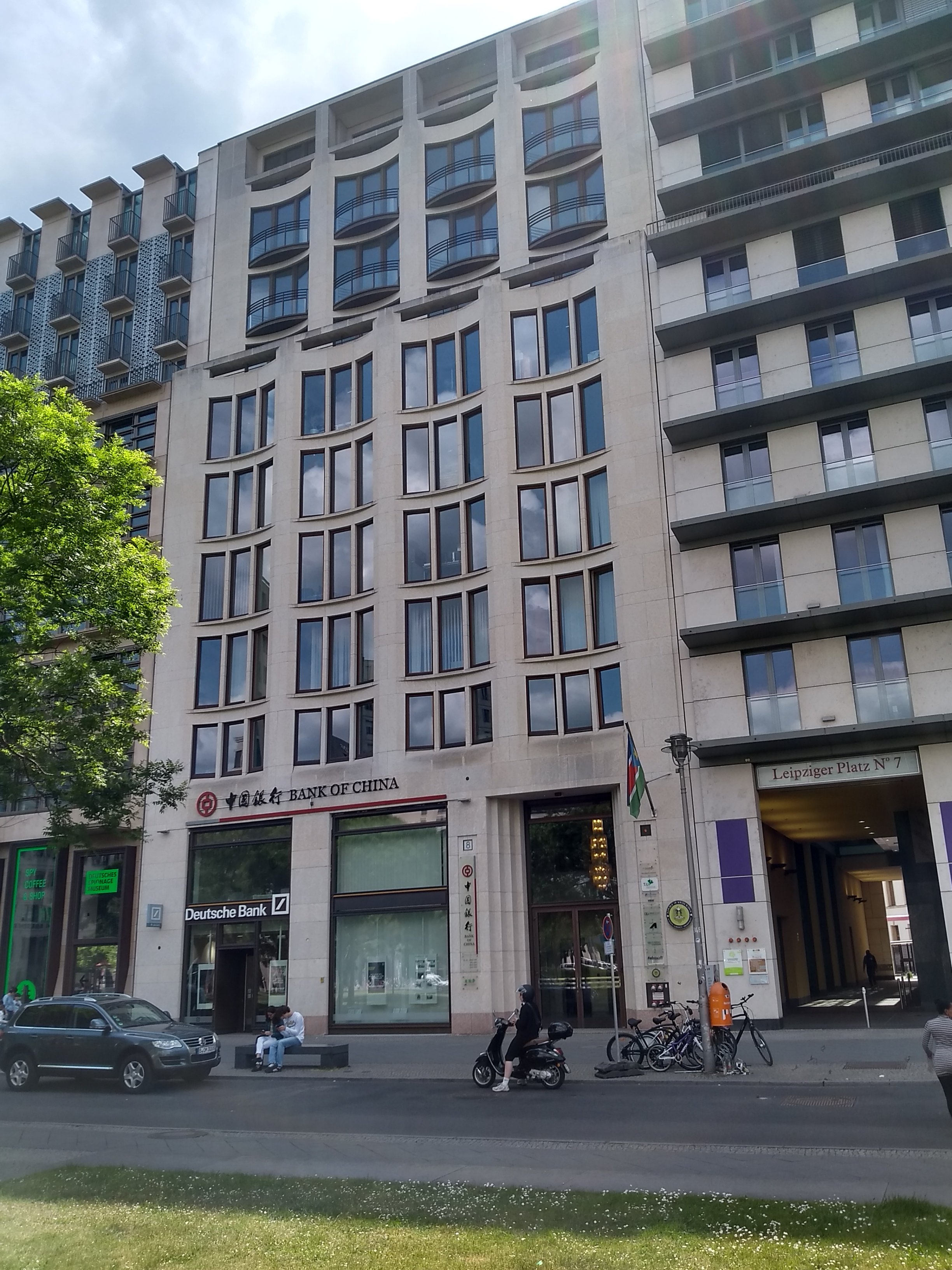
Botschaftssitz am Leipziger Platz 8

Die südsudanesische Botschaft in Berlin ist die diplomatische Vertretung der Republik Südsudan in Deutschland. Sie befindet sich am Leipziger Platz 8 im Ortsteil Mitte des gleichnamigen Bezirks.

## Geschichte der diplomatischen Beziehungen
Südsudan ist seit dem 9. Juli 2011 der jüngste unabhängige Staat auf dem afrikanischen Kontinent. Am gleichen Tag nahmen der Südsudan und die Bundesrepublik Deutschland diplomatische Beziehungen auf.

## Botschafter (seit 2012)
- 2012, 24. August: Sitona Abdalla Osman[2]
- 2018, 29. März: Beatrice Wani-Noah[3]
- 2023, 12. Juni: Mawien Makol Ariik[4]
- 2024, 18. Dezember: Gum Dominic Matiok[5]

## Gebäude
Das Gebäude ist ein Wohn- und Geschäftshaus am Leipziger Platz 8. Die südsudanesische Botschaft liegt im dritten Obergeschoss.
Das Gebäude wurde in den Jahren 2001 bis 2003 nach Plänen des Architekturbüros Hilmer & Sattler und Albrecht auf der südlichen Seite des Platzes errichtet. An der historischen Berliner Traufhöhe von 22 m springt die nach innen geschwungene Fassade zurück und verdeutlicht damit den Bruch zwischen historischer und moderner Traufhöhe. Die oberhalb gelegenen Stockwerke werden durch Wohnungen genutzt. Neben der südsudanesischen Botschaft befindet sich im Haus auch die Deutschland-Niederlassung der Bank of China.